# Diplotaxis guatemalica
Diplotaxis guatemalica är en skalbaggsart som beskrevs av Moser 1918. Diplotaxis guatemalica ingår i släktet Diplotaxis och familjen Melolonthidae. Inga underarter finns listade i Catalogue of Life.